# Parafia Świętych Apostołów Piotra i Pawła w Pakosławicach
Parafia Świętych Apostołów Piotra i Pawła w Pakosławicach – rzymskokatolicka parafia dekanatu Skoroszyce diecezji opolskiej.
Parafia została utworzona w XIII wieku.